# Equipe neozelandesa na Copa Billie Jean King
A equipe neozelandesa na Copa Billie Jean King representa a Nova Zelândia na Copa Billie Jean King, principal competição de tênis feminina por equipes do mundo. É administrada pela Tennis New Zealand.